# Thin-Shrink Small Outline Package

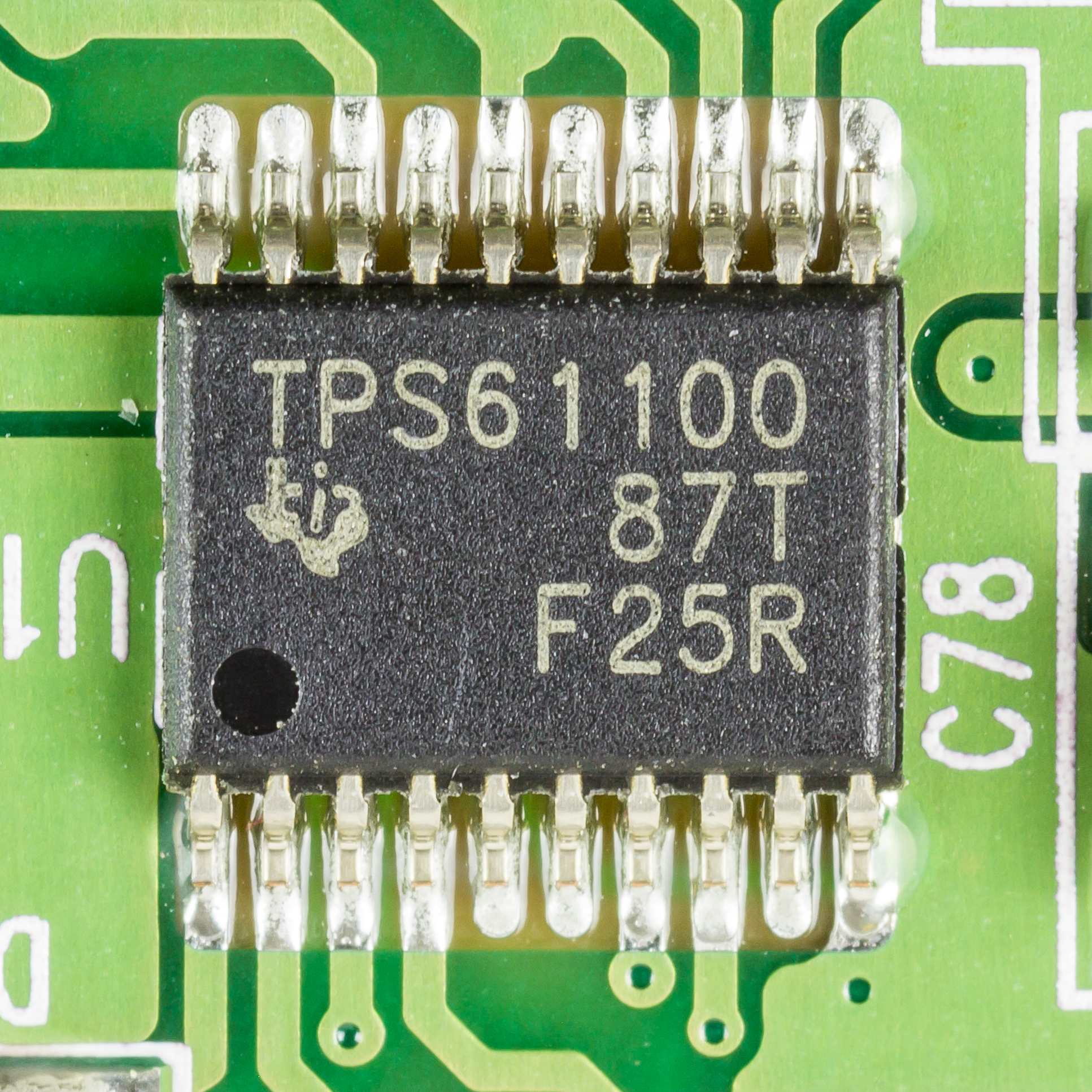
Texas Instruments TPS61100

Um Thin-Shrink Small Outline Package (ou TSSOP) é um componente retangular de dimensões reduzidas, utilizado em montagem superficial. Um TSSOP Tipo I possui terminais emergindo dos lados mais curtos do componente, enquanto que os TSSOP Tipo II possuem terminais emergindo dos lados mais longos do componente. Um TSSOP pode ter de 8 a 56 terminais. 